# 新表現主義

凯文·拉米的《芝加哥海滩》（Chicago Beach，2005）

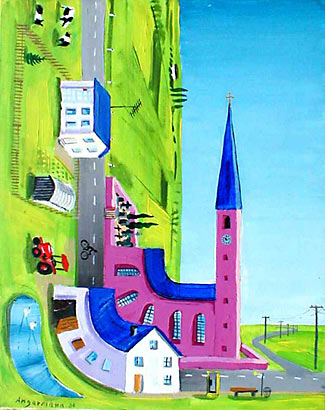
彼得·安格曼（Peter Angermann）的《曲率》（Curvature，1984）

新表現主義（英語：Neo-expressionism）是1970年代末至1980年代中期，在美國、義大利、德國等地流行的具象繪畫風格總稱。它的最大特征，是以粗糙紋路傳達強烈情感的具象表現，扭曲的形態和粗獷的筆觸，令人聯想到德國表現主義和抽象表現主義，因此得名。
不過，這種風格的名稱隨著國家和地區而有所不同，英國稱為新繪畫派（new painting），義大利稱為義大利超前衛藝術（transavangurdia），法國稱為自由具象派（figuration libre），美國稱為壞畫（bad painting）或新意象畫（new image painting），不過，國際間廣泛使用德國的「新表現主義」稱之。它在德國還稱為新野獸主義（new wilde）。
新表現主義的代表藝術家，德國有喬治·巴塞利茲、安森·基弗、約爾克·印門朵夫、潘可；義大利有弗朗切斯科·克萊門特、恩左·古基、山多拉·齊亞；英國有克里斯多佛·勒布倫等；法國有羅伯特孔巴斯等人；美國有朱利安·許納貝等人。這些藝術家的作品具有某種共通性，但並非是在風格上有顯而易見的統一感。
這股潮流會同時在各地興起，最大的原因在於對低限藝術、觀念藝術的反彈。許多年輕藝術家厭惡它們近似支配性的禁慾、自製性格，企圖恢復神話性、原始性、歷史性、情愛、國家等傳統主題。於是，除了強烈傾向訴諸激烈直接的具象表現外、表現媒體都選擇繪畫和雕刻，而且作品都偏大型化。特別是，這股潮流在德國之所以具有極大影響力，也是因為德國原本就有濃厚的表現主義傳統，再加上在納粹政權下，許多傑出作品被污名化稱之為頹廢藝術，且在二次世界大戰后，受到長期的文化壓抑。